# Уинчестър '73
„Уинчестър '73“ (на английски: Winchester '73) е уестърн на режисьора Антъни Ман, която излиза на екран през 1950 година.

## Сюжет
Лин МакАдъм пристига в града по петите на Холандеца Хенри Браун, и се озовава в конкурс по стрелба, в който се надстрелва с него. МакАдъм печели наградата - пушка Уинчестър „Една на хиляда“, но Холандеца я открадва и напуска града. МакАдъм тръгва след него с намерението да уреди стари сметки, а пушката продължава да мени собствениците си и да променя животи...

## В ролите
| Актьор          | Роля                     |
| --------------- | ------------------------ |
| Джеймс Стюарт   | Лин МакАдъм              |
| Шели Уинтърс    | Лола Манърс              |
| Дан Дюрия       | Уако Джони Дийн          |
| Стивън Макнали  | Дъч Хенри Браун          |
| Милард Мичъл    | High-Spade Франки Уилсън |
| Чарлз Дрейк     | Стив Милър               |
| Джон Макинтайър | Джо Ламонт               |
| Уил Гиър        | Уайът Ърп                |